# Shunsuke Kikuchi
Shunsuke Kikuchi (em japonês 菊池俊輔 Kikuchi Shunsuke, Hirosaki, 1 de novembro de 1931 — Tóquio, 24 de abril de 2021) foi um prolífico compositor japonês especializado na composição de música para a televisão e filmes.
Em 2021, Kikuchi faleceu devido a uma broncopneumonia.

## Obras
- Tiger Mask
- Casshan
- Babel II
- La Seine no Hoshi
- Getter Robo e Getter Robo G
- Daimos
- Gaiking
- Gamera vs. Guiron
- Gamera vs. Jiger
- Gamera vs. Zigra
- Gamera: Super Monster
- Grendizer
- Doraemon (série Nobuyo Ōyama, até 18 de Março de 2005)
- Q-tarō (série Fusako Amachi)
- Kiteretsu Daihyakka
- Highschool! Kimen-gumi
- Dr. Slump Arare-chan
- Dragon Ball, Dragon Ball Z
- Kamen Rider (primeiras séries até -ZX; única excepção New Kamen Rider)
- Jumborg Ace
- Robotto Keiji
- Tōyama no Kin-san (com Ryōtarō Sugi)
- Abarenbo Shogun
- Chōshichirō Edo Nikki
- Ronin of the Wilderness
- Yojimbo of the Wilderness
- Kure Kure Takora